# Unidad periférica de Arta
Arta (en griego Άρτα, Árta) es unidad periférica de Grecia, en la periferia de Epiro. Tiene una extensión de 1.612 km². Su capital es la ciudad de Arta. Hasta el 1 de enero de 2011 fue una de las 51 prefecturas en que se dividía el país.

## Geografía
La unidad regional de Arta se encuentra al norte del golfo de Arta. Las principales cadenas montañosas son los Athamanika en el noreste, el Pindo en el este y Valtou en el sureste. Sólo una carretera de montaña vincula Arta con el valle del Peneo y Tesalia. Hay llanuras bajas agrícolas en el oeste. Arta linda con las unidades regionales de Préveza en el oeste, Ioánina al norte, Tríkala y Karditsa hacia el este y Etolia-Acarnania hacia el sur.
Los ríos principales son el Aspropótamos en el este, el Árachthos en el centro y el Louros en el oeste. La mayoría de la población vive en el oeste, en el valle del Arachthos. Los montes Athamanika y Valtou son los menos poblados.

## Administración

Mapa municipal de la unidad periférica

La unidad periférica de Arta se subdivide en los siguientes cuatro municipios:
- Arta (1)
- Georgios Karaiskakis (2)
- Tzoumerka Central Kentrika Tzoumerka, (3)
- Nikolaos Skoufas (4)

## Historia
El área alrededor de Arta fue cedida en el Congreso de Berlín a Grecia en 1881 por el Imperio Otomano, junto a Tesalia . Un símbolo de Arta es el Puente Viejo sobre el río Arachthos. Arta fue establecida como prefectura en 1882. Como parte del Plan Calícrates en 2011, la unidad periférica de Arta fue creado a partir de la antigua Prefectura de Arta, con su mismo territorio, al mismo tiempo que los municipios fueron reorganizados.